# Gulbukig askspett
Gulbukig askspett (Dendropicos goertae) är en fågel i familjen hackspettar inom ordningen hackspettartade fåglar.

## Utseende och läte
Gulbukig askspett är en 20 centimeter lång typisk hackspett, med rak och spetsig näbb, styv stjärt som ger den stöd när den klättrar på trädstammar, fötter med två tår framåt och två bakåt och en lång tunga som kan kastas fram för att fånga insekter. Ovansidan är otecknat grön, huvud och undersidan blekgrå. Den har rött på övergumpen samt på en liten fläck på buken. Den rätt korta stjärten är svartaktig. Hanen har en röd hjässa som honan saknar. Ungfåglarna liknar honan men det röda i fjäderdräkten är blekare och flankerna kan vara bandade. Lätet är ett snabbt piit-piit-piit-piit.

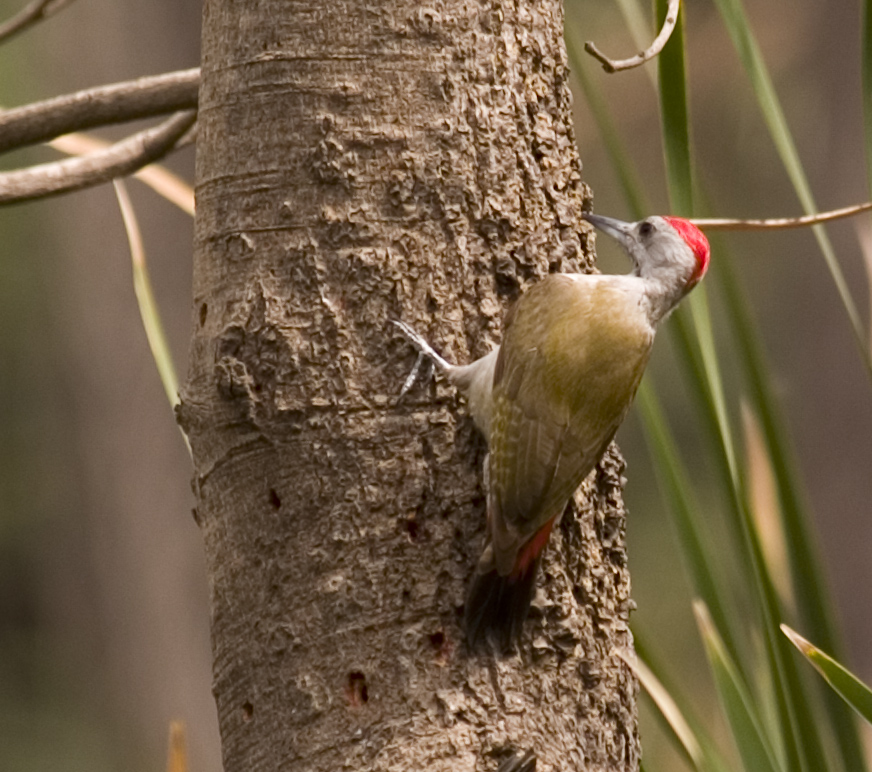

## Utbredning och systematik
Gulbukig askspett delas in i fyra underarter i två grupper med följande utbredning:
- koenigi – Sahel (östra Mali till Niger, Tchad och västra Sudan)
- goertae-gruppen
  - abessinicus – östra Sudan till västra Etiopien
  - goertae – Senegal och Gambia till södra Sudan, Demokratiska republiken Kongo, västra Kenya och nordvästra Tanzania
  - meridionalis – södra Gabon till nordvästra Angola och södra och centrala Demokratiska republiken Kongo.

Vissa urskiljer även underarten centralis med utbredning från Sierra Leone till Nigeria, södra Sudan, västra Kenya och nordvästra Tanzania. Gulbukig och rödbukig askspett behandlades tidigare som en och samma art och vissa gör det fortfarande.

### Släktestillhörighet
Gulbukig askspett tillhör en grupp med afrikanska hackspettar som står nära de europeiska och asiatiska hackspettarna mellanspett, brunpannad hackspett, arabspett och mahrattaspett. Den placeras vanligen i Dendropicos. Vissa bryter dock ut askspettarna och olivspett i Mesopicus.

## Levnadssätt
Arten påträffas i skogslandskap, savann med enstaka träd och betesmark. Den häckar liksom andra hackspettar i uthackade trädhål, ofta i oljepalm. Den lägger två till fyra ägg.

## Status och hot
Arten har ett stort utbredningsområde, men tros minska i antal, dock inte tillräckligt kraftigt för att den ska betraktas som hotad. Internationella naturvårdsunionen IUCN listar arten som livskraftig (LC). Världspopulationen har inte uppskattats men den beskrivs som ganska vanlig till vanlig.